# Nedrow
Nedrow – jednostka osadnicza w Stanach Zjednoczonych, w stanie Nowy Jork, w hrabstwie Onondaga.